# Zvoleněves (zámek)
Zvoleněves je tvrz přestavěná na zámek ve stejnojmenné obci v okrese Kladno. Tvrz od čtrnáctého století sloužila jako panské sídlo drobné šlechty. V sedmnáctém století ztratila sídelní funkci a stala se úřednickým centrem správy buštěhradského panství. Pro jeho potřeby byla na počátku osmnáctého století barokně upravena, ale dochovaná podoba pochází až z přestavby v roce 1787. Zámek je od roku 1978 chráněn jako kulturní památka.

## Historie
Nejstarší panské sídlo ve Zvoleněvsi stálo nejspíše už na počátku čtrnáctého století, kdy vesnice patřila Vicenovi ze Zvoleněvsi připomínanému v roce 1318. Roku 1358 byl majitelem Přiběn a později ji získal pražský měšťan Prokop Seidlův uváděný v letech 1386–1392. První písemná zmínka o tvrzi pochází z roku 1401, kdy k ní patřil dvůr s dvojím poplužím a sídlil na ní Humprecht Šlechtic z Tasnovic. Humprecht vedl spory s místním farářem, kterého nakonec zabil, za což byl roku 1413 Svatým stolcem odsouzen, aby zdejšímu kostelu zapsal úrok ve výši osmdesát grošů.
Humprecht zvoleněveské panství roku 1415 prodal Mstidruhovi z Adlaru. Dalším majitelem se stal Jindřich z Drasovic a Zvoleněvsi, po jehož smrti statek zdědili synové Oldřich a Václav. Od nich panství získal Jan z Benešova připomínaný ve Zvoleněvsi roku 1460. O pět let později tvrz vlastnil pražský měšťan Jan Pytlík ze Zvoleněvsi, který ji na počátku šestnáctého století prodal Žejdlicům ze Šenfeldu. Žejdlicové nechali starou tvrz přestavět v pozdně gotickém nebo renesančním slohu.
Jindřich Žejdlic ze Šenfeldu tvrz se dvorem a vesnicí na krátkou dobu prodal pražské kapitule, ale už v roce 1518 mu Zvoleněves znovu patřila. Po Jindřichově smrti statek zdědili synové Jiří a Jan Žejdlicové. Jiří žil ještě roku 1551 a jeho manželka Markéta z Bělé zemřela ve věku 81 let až v roce 1596. Panství na přelomu šestnáctého a sedmnáctého století spravoval Hertvík Žejdlic až do své smrti v roce 1603. Následujícího roku Hertíkovi synové Jan, Jindřich a  Rudolf Zvoleněves prodali Jiřímu Vratislavovi z Mitrovic. K panství tehdy patřily také vsi Blevice, Ješín, Slatina a Podlešín.
Jiří statek vlastnil jen do roku 1609, kdy jej koupil Jan Mylner z Mylhauzu a na Mimoni. Zvoleněves po něm zdědil syn Petr Mylner z Mylhauzu, který se během stavovského povstání v letech 1618–1620 stal jedním z direktorů za vladycký stav. Po porážce v bitvě na Bílé hoře utekl ze země, aby unikl trestu smrti. Jeho zkonfiskovaný majetek koupila roku 1621 Zuzana Chrotová, rozená z Ober-Neuchynku. Za třicetileté války byla tvrz poškozena vojenskými akcemi, a dokonce vyhořela, ale majitelé ji alespoň provizorně opravili. Ve Zvoleněvsi se v té době vystřídalo několik dalších majitelů, až ji roku 1668 koupil Julius František Sasko-Lauenburský, který panství rozšířil o Mikovice a Slatinu. Po otcově smrti statek zdědila jeho dcera velkovévodkyně Anna Marie Františka Toskánská. Za ní se Zvoleněves stala součástí buštěhradského panství. Tvrz přestala sloužit jako panské sídlo a využívala ji pouze správa panství. Mezi jeho další majitele patřil císař Ferdinand I. Dobrotivý a jeho dědic František Josef I. Zvoleněves byla zařazena mezi císařské velkostatky, u kterých zůstala až do roku 1918. Po druhé světové válce zámek sloužil potřebám státního statku, ale nebyl udržován, a dostal se havarijního stavu.

## Stavební podoba
Podoba nejstarší stavební fáze zvoleněveské tvrze je nejasná. Stávala v místech zámku, nejméně ze tří stran ji chránil příkop a na západě strmý svah. Jejím jádrem byl pravděpodobně obdélný patrový palác obehnaný hradbou. Přestavbu v době Žejdliců dokládají okenní ostění na půdě a torzo portálu. Vstup do tvrze se nacházel v severním křídle a vedl přes příkop po kamenném mostě, který nahradil starší padací most. Nad bránou byl umístěn žejdlický erb.
K barokní přestavbě došlo na počátku osmnáctého století. Jejím cílem byla úprava panského sídla na kanceláře správy panství. Poslední velké úpravy zámek prodělal při opravě v roce 1787, kdy zanikly poslední zbytky opevnění, z něhož se dochovala pouze část příkopu. Podle Rudolfa Anděla byl celý zámek zbořen a na jeho místě postaven nový. Jiří Úlovec uvádí pouze výstavbu velké části vyšších pater, nového jižního křídla a chodby, která spojuje zámek s kostelem. Severní průčelí nepravidelné zámecké budovy je zdůrazněné rizalitem zakončeným vysokým segmentovým štítem. Přízemní prostory jsou zaklenuté valenými klenbami, zatímco v patře jsou stropy převážně ploché.